# Mohammad Ebrahim Bastani Parizi

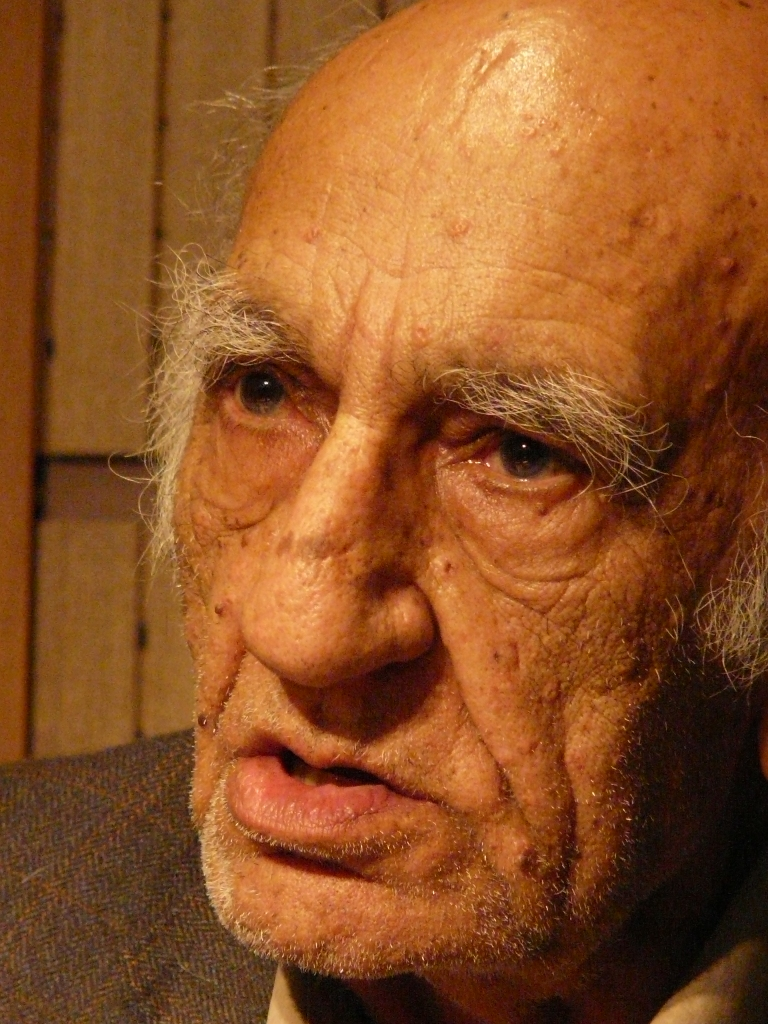
Bastani Parizi.

Mohammad Ebrahim Bastani Parizi (محمد ابراهیم باستانی پاریزی en persa, 12 de diciembre de 1924; Sirjan, Kermán, Irán - 25 de marzo de 2014; Teherán, Teherán, Irán) fue un historiador iraní, traductor, poeta, ensayista y autor de libros de no ficción. Sus numerosas publicaciones (más de 50 libros) son en su mayoría populares lecturas sobre temas tales como la historia de Irán y la historia de su ciudad natal Kermán.